# Великокручанська сільська рада
Великокручанська сільська рада — адміністративно-територіальна одиниця у Пирятинському районі Полтавської області з центром у селі Велика Круча.
Населення — 2499 осіб.

## Населені пункти
Сільраді були підпорядковані населені пункти:
- c. Велика Круча
- с. Мала Круча
- с. Повстин

## Географія
Територією сільради протіка річка Удай.

## Пам'ятки
На території сільської ради, на правому березі річки Удай, на північний схід вниз по течії від села Повстин розташована комплексна пам'ятка природи місцевого значення «Бурти».

## Населення
Згідно з переписом УРСР 1989 року чисельність наявного населення сільської ради становила 3328 осіб, з яких 1560 чоловіків та 1768 жінок.
За переписом населення України 2001 року в сільській раді мешкали 2472 особи.

### Мова
Розподіл населення за рідною мовою за даними перепису 2001 року:
| Мова       | Відсоток |
| ---------- | -------- |
| українська | 89,20 %  |
| російська  | 10,04 %  |
| вірменська | 0,24 %   |
| молдовська | 0,12 %   |
| білоруська | 0,08 %   |
| болгарська | 0,04 %   |
| польська   | 0,04 %   |
| інші       | 0,24 %   |